# 드퀘인 가든
드퀘인 가든(영어: Duquesne Gardens)는 미국 펜실베이니아주 피츠버그에 위치한 실내 경기장이다. 과거 BAA 피츠버그 아이언맨과 내셔널 하키 리그 피츠버그 파이리츠 그리고 AHL 피츠버그 호네츠의 홈경기장으로 사용했다.